# Dálnice 5
Die Dálnice 5 (tschechisch für „Autobahn 5“), abgekürzt D5, ist eine tschechische Autobahn, die von Prag via Pilsen bis zur deutschen Grenze bei Rozvadov (Roßhaupt) führt.
Am deutsch-tschechischen Grenzübergang bei Waidhaus geht sie in die Bundesautobahn 6 über. Die D5 ist Teil der Europastraße 50.
Eine Fernverkehrsverbindung von Prag nach Nürnberg ist als Goldene Straße bereits seit Beginn des 16. Jahrhunderts nachweisbar und war insbesondere für den Handel von großer Bedeutung.

## Planungen
Obwohl nach dem Münchner Abkommen und der Besetzung des Sudetenlandes 1938 sowie mit der vollständigen Zerschlagung der Tschechoslowakei 1939 auf dem Gebiet des durch den NS-Staat errichteten Protektorats Böhmen und Mähren zahlreiche Reichsautobahnen geplant und zum Bau freigegeben wurden, fand sich in den Netzplänen zunächst keine Verbindung zwischen Prag über Pilsen nach Nürnberg. Im Mai 1941 war erstmals eine solche Reichsautobahnplanung im Netzplan verzeichnet. Sie zweigte im Raum Kastl von der Strecke Nürnberg – Regensburg ab und traf östlich von Pilsen auf die Linie Regensburg – Pilsen – Prag. Im Netzplan vom 1. August 1941 war zwar eine Verbindung von Prag in den Raum östlich Pilsen verzeichnet, die dort in die Reichsautobahn Chemnitz – Karlsbad – Regensburg mündete. Eine unmittelbare Weiterführung nach Nürnberg fehlte.
Die Tschechoslowakische Sozialistische Republik sah mit Regierungsbeschluss Nr. 286 vom 10. April 1963 eine Autobahn von Prag über Pilsen nach Nürnberg vor.

## Baugeschichte
Mit dem Bau der ersten Abschnitte wurde 1977 zwischen Prag und Beroun begonnen. Die Arbeiten kamen jedoch nur langsam voran, so dass bis 1989 nur ein etwa 29 Kilometer langer Abschnitt von Prag bis Bavoryně unter Verkehr war. Erst nach dem Ende des Kalten Krieges trieb ab 1990 zunächst die Tschechische und Slowakische Föderative Republik und ab 1992 die Tschechische Republik das Vorhaben voran. Bis 1995 waren Prag und Pilsen über die D5 verbunden, 1997 folgte dann der Abschnitt zwischen der Staatsgrenze und Pilsen. Die Umfahrung von Pilsen erforderte hingegen aufgrund aufwändiger Planungen und zahlreicher Bauwerke bis zur Verkehrsübergabe zwischen 2003 und 2006 mehr Zeit. Am 7. Oktober 2006 wurde mit der Fertigstellung einer Brücke und eines Tunnels bei Pilsen der letzte fehlende Abschnitt zwischen Prag und der deutschen Grenze eröffnet. Bis dahin wurde der Verkehr durch das Pilsner Stadtzentrum über die Fernverkehrsstraße 26 durchgeleitet. Die D5 ist seither vollständig ausgebaut; wodurch Prag und auch Tschechien die erste direkte Verbindung mit dem deutschen Autobahnnetz erhielt. Die zweite Autobahnanbindung nach Deutschland wurde mit der D8 im Jahr 2016 fertiggestellt. Im Einzelnen wurden die Teilabschnitte wie folgt errichtet:
| Nr. des Abschnitts | Abschnitt                      | Länge     | Baubeginn          | Fertigstellung     | Querschnitt | Entwurfsgeschwindigkeit | Besonderheit |
| ------------------ | ------------------------------ | --------- | ------------------ | ------------------ | ----------- | ----------------------- | --- |
| 502                | Praha – Rudná                  | 5,800 km  | Juni 1977          | 20. Oktober 1982   | D26,5       | 120                     | |
| 502                | Rudná – Loděnice               | 3,200 km  | Juni 1977          | 21. Juli 1983      | D26,5       | 120                     | Fertigstellung 1. Fahrbahn: 20. Oktober 1982 |
| 502                | Umgehung Loděnice              | 1,500 km  | Juni 1977          | 16. Oktober 1984   | D26,5       | 120                     | Fertigstellung 1. Fahrbahn: 5. Dezember 1983 |
| 502                | Loděnice – Vráž                | 1,100 km  | Juni 1977          | 16. Oktober 1984   | D26,5       | 120                     | Fertigstellung 1. Fahrbahn: 5. Dezember 1983 |
| 503                | Vráž – Beroun-východ           | 3,050 km  | März 1982          | 16. Oktober 1984   | D26,5       | 120                     | |
| 504                | Beroun-východ – Beroun-centrum | 2,450 km  | 1977               | 4. Oktober 1985    | D26,5       | 120                     | einschließlich Brücke Beroun über die Flüsse Berounka und Litávka (Länge: 721,5 m, 15 Felder)                                                       |
| 503                | Beroun-centrum – Králův Dvůr   | 2,600 km  | März 1982          | 29. August 1986    | D26,5       | 120                     | Fertigstellung 1. Fahrbahn: 4. Oktober 1985 |
| 503                | Králův Dvůr – Bavoryně         | 9,000 km  | März 1982          | 29. September 1989 | D26,5       | 120                     | |
| 505                | Bavoryně – km 48               | 19,300 km | Oktober 1992       | 26. Oktober 1995   | D26,5       | 120                     | |
| 505                | km 48 – Mýto                   | 2,238 km  | Oktober 1992       | 29. Juni 1995      | D26,5       | 120                     | Fertigstellung 1. Fahrbahn: 14. Juli 1994; Fahrbahn der Silnice I/5 wurde integriert                                                                |
| 507                | Mýto – km 51                   | 0,762 km  | Oktober 1991       | 1. September 1994  | D26,5       | 120                     | Fertigstellung 1. Fahrbahn: 27. Oktober 1993; Fahrbahn der Silnice I/5 integriert                                                                   |
| 507                | km 51 – Svojkovice             | 5,033 km  | Oktober 1991       | 27. Oktober 1993   | D26,5       | 120                     | |
| 508                | Svojkovice – Klabava           | 8,198 km  | Oktober 1990       | 27. Oktober 1993   | D26,5       | 120                     | |
| 509                | Klabava – Ejpovice             | 3,710 km  | Dezember 1993      | 26. Oktober 1995   | D27,5       | 120                     | einschließlich 2,742 km langer östlicher Zubringer Pilsen                                                                                           |
| 510/IA             | Ejpovice – Černice             | 8,569 km  | 12. April 2002     | 31. August 2004    | D26,5       | 120                     | Fertigstellung 1. Fahrbahn: 15. Dezember 2003; mit Abschnitt 510/III: Brücke über den Fluss Úslava (Länge: 530 m), 10 Felder (Fertigstellung: 1999) |
| 510/IB             | Černice – Útušice              | 3,470 km  | 15. September 2003 | 6. Oktober 2006    | D27,5       | 120                     | einschließlich Tunnel Valík; mit Abschnitt 510/IV: Brücke über den Fluss Úhlava (Länge: 445 m), 9 Felder (Fertigstellung: Mitte Juli 2005)          |
| 510/II             | Útušice – Sulkov               | 8,398 km  | 19. März 2001      | 15. Dezember 2003  | D27,5       | 120                     | mit Abschnitt 510/V: Brücke über den Fluss Radbuza (Länge: 575 m), 14 Felder (Fertigstellung: 2000)                                                 |
| 511                | Sulkov – Benešovice            | 29,366 km | 13. Juni 1994      | 6. November 1997   | D26,5       | 120                     | |
| 512                | Benešovice – Rozvadov          | 25,400 km | 13. Juni 1994      | 6. November 1997   | D26,5       | 120                     | |
| 513                | Rozvadov – Staatsgrenze CZ/D   | 7,845 km  | Juli 1994          | 6. November 1997   | D26,5       | 120                     | mit Zollanlage |

## Autobahnmaut
Es besteht auf der D5 Mautpflicht in beiden Richtungen zwischen den Anschlussstellen 1 (Třebonice) und 14 (Beroun-východ) sowie zwischen den Anschlussstellen 22 (Beroun-západ) und 67 (Ejpovice). In Fahrtrichtung Nürnberg ist die D5 zwischen der Anschlussstelle 89 (Sulkov) und der Staatsgrenze D/CZ gebührenpflichtig. In Fahrtrichtung Prag ist die Strecke von der Staatsgrenze bis zur Rastanlage Rozvadov mautfrei (erste Möglichkeit zum Erwerb der Vignette). Sodann besteht zwischen dieser Raststätte und der Anschlussstelle 89 (Sulkov) Vignettenpflicht.